# كليف ريفن
كليف ريفن (بالإنجليزية: Cliff Raven)‏ هو فنان وشموم ‏ أمريكي، ولد في 24 أغسطس 1932 في إيست شيكاغو في الولايات المتحدة، وتوفي في 28 نوفمبر 2001 في كاليفورنيا في الولايات المتحدة.